# Lean On
"Lean On" là một bài hát của nhóm nhạc người Mỹ Major Lazer và nhà sản xuất âm nhạc người Pháp DJ Snake hợp tác với nghệ sĩ thu âm người Đan Mạch MØ nằm trong album phòng thu thứ ba của Major Lazer, Peace Is the Mission (2015). Nó được phát hành vào ngày 2 tháng 3 năm 2015 như là đĩa đơn đầu tiên trích từ album bởi Mad Decent, Because Music và Warner Music Group. Bài hát được đồng viết lời bởi thành viên của nhóm Diplo với DJ Snake, MØ và Jr Blender, trong khi phần sản xuất được đảm nhiệm bởi DJ Snake và toàn bộ những thành viên của Major Lazer (Diplo, Jillionaire và Walshy Fire). Ban đầu được sáng tác như là một bản reggae mang giai điệu chậm thông qua một đoạn giai điệu không lời từ Blender, "Lean On" đã được đề nghị cho Rihanna hoặc Nicki Minaj để thể hiện nó nhưng đều bị từ chối, trước khi đi đến quyết định sẽ được thể hiện bởi MØ. Đây là một bản EDM và electronic kết hợp với những yếu tố từ moombahton mang nội dung đề cập đến việc một cô gái luôn cần một người đàn ông bên cạnh để dựa vào trong cuộc sống.
Sau khi phát hành, "Lean On" nhận được những phản ứng tích cực từ các nhà phê bình âm nhạc, trong đó họ đánh giá cao giai điệu hấp dẫn và thích hợp với những câu lạc bộ, quá trình sản xuất cũng như chất giọng của MØ. Ngoài ra, bài hát còn gặt hái nhiều giải thưởng và đề cử tại những lễ trao giải lớn, bao gồm đề cử tại giải Âm nhạc châu Âu của MTV năm 2015 cho Bài hát xuất sắc nhất và chiến thắng tại giải thưởng âm nhạc Billboard năm 2016 cho Top Bài hát Dance/Electronic. "Lean On" cũng tiếp nhận những thành công ngoài sức tưởng tượng về mặt thương mại với việc đứng đầu các bảng xếp hạng ở hơn 20 quốc gia, bao gồm những thị trường lớn như Úc, Đan Mạch, Phần Lan, Ireland, Hà Lan, New Zealand và Thụy Sĩ, đồng thời lọt vào top 10 ở hầu hết những quốc gia nó xuất hiện, bao gồm vươn đến top 5 ở Áo, Bỉ, Canada, Pháp, Đức, Ý, Na Uy, Tây Ban Nha, Thụy Điển và Vương quốc Anh. Tại Hoa Kỳ, nó đạt vị trí thứ tư trên bảng xếp hạng Billboard Hot 100, trở thành đĩa đơn đầu tiên của Major Lazer và MØ cũng như thứ hai của DJ Snake vươn đến top 5 tại đây.
Video ca nhạc cho "Lean On" được đạo diễn bởi Tim Erem với bối cảnh ở Ấn Độ, trong đó bao gồm những cảnh Major Lazer, DJ Snake và MØ hát với những vũ đạo được lấy cảm hứng từ Bollywood. Để quảng bá bài hát, ba nghệ sĩ đã trình diễn nó trên nhiều chương trình truyền hình và lễ trao giải lớn, bao gồm Good Morning America, The Tonight Show Starring Jimmy Fallon, Buổi hòa nhạc giải Nobel Hòa bình năm 2015, giải thưởng âm nhạc NRJ năm 2015 và giải Grammy Latin lần thứ 16, cũng như trong nhiều chuyến lưu diễn của họ. Kể từ khi phát hành, "Lean On" đã được hát lại và sử dụng làm nhạc mẫu bởi nhiều nghệ sĩ, như Pentatonix, Christina Grimmie, Sam Tsui và R. City, cũng như xuất hiện trong nhiều tác phẩm điện ảnh và truyền hình, bao gồm Ballers, How to Be Single, The Leftovers và Power. Tính đến nay, nó đã bán được hơn 13 triệu bản trên toàn cầu, trở thành đĩa đơn bán chạy thứ năm của năm 2015 cũng như là một trong những đĩa đơn bán chạy nhất mọi thời đại. Một phiên bản phối lại chính thức của bài hát với sự tham gia góp giọng từ rapper Ty Dolla Sign, cũng được phát hành.

## Danh sách bài hát
- Tải kĩ thuật số[5]

1. "Lean On" (hợp tác với MØ) – 2:56

- Tải kĩ thuật số - EP phối lại[6]

1. "Lean On" (hợp tác với MØ) (Dillon Francis & Jauz phối lại) – 4:38
2. "Lean On" (hợp tác với MØ) (CRNKN phối lại) – 3:24
3. "Lean On" (hợp tác với MØ) (Ephwurd & ETC!ETC! phối lại) – 3:18
4. "Lean On" (hợp tác với MØ) (Fono phối lại) – 5:09
5. "Lean On" (hợp tác với MØ) (Malaa phối lại) – 6:17
6. "Lean On" (hợp tác với MØ) (Moska phối lại) – 4:07

- Tải kĩ thuật số - phối lại Vol. 2[7]

1. "Lean On" (hợp tác với MØ) (J Balvin & Farruko phối lại) – 3:51
2. "Lean On" (hợp tác với MØ) (Tiësto & MOTi phối lại) – 4:56

## Xếp hạng
| Bảng xếp hạng (2017-18)                       | Vị trí cao nhất |
| --------------------------------------------- | --------------- |
| Argentina (Monitor Latino)                    | 1               |
| Úc (ARIA)                                     | 1               |
| Áo (Ö3 Austria Top 40)                        | 3               |
| Bỉ (Ultratop 50 Flanders)                     | 2               |
| Bỉ (Ultratop 50 Wallonia)                     | 3               |
| Brazil (Billboard Brasil Hot 100)             | 57              |
| Canada (Canadian Hot 100)                     | 3               |
| Colombia (National-Report)                    | 9               |
| Cộng hòa Séc (Rádio Top 100)                  | 3               |
| Cộng hòa Séc (Singles Digitál Top 100)        | 1               |
| Đan Mạch (Tracklisten)                        | 1               |
| Châu Âu Digital Song Sales (Billboard)        | 3               |
| Phần Lan (Suomen virallinen lista)            | 1               |
| Pháp (SNEP)                                   | 2               |
| Đức (Official German Charts)                  | 4               |
| Hy Lạp Nhạc số (Billboard)                    | 1               |
| Hungary (Rádiós Top 40)                       | 1               |
| Hungary (Single Top 40)                       | 2               |
| Hungary (Dance Top 40)                        | 1               |
| Ireland (IRMA)                                | 1               |
| Israel (Media Forest)                         | 6               |
| Ý (FIMI)                                      | 3               |
| Luxembourg Digital Song Sales (Billboard)     | 1               |
| Mexico Phát thanh (Billboard)                 | 1               |
| Hà Lan (Dutch Top 40)                         | 1               |
| Hà Lan (Single Top 100)                       | 1               |
| New Zealand (Recorded Music NZ)               | 1               |
| Na Uy (VG-lista)                              | 3               |
| Ba Lan (Polish Airplay Top 100)               | 2               |
| Scotland (OCC)                                | 7               |
| Slovakia (Rádio Top 100)                      | 1               |
| Slovakia (Singles Digitál Top 100)            | 1               |
| Slovenia (SloTop50)                           | 8               |
| Nam Phi (EMA)                                 | 5               |
| Hàn Quốc (Gaon International Singles)         | 29              |
| Tây Ban Nha (PROMUSICAE)                      | 2               |
| Thụy Điển (Sverigetopplistan)                 | 2               |
| Thụy Sĩ (Schweizer Hitparade)                 | 1               |
| Anh Quốc (OCC)                                | 2               |
| Hoa Kỳ Billboard Hot 100                      | 4               |
| Hoa Kỳ Adult Pop Airplay (Billboard)          | 19              |
| Hoa Kỳ Dance Club Songs (Billboard)           | 18              |
| Hoa Kỳ Hot Dance/Electronic Songs (Billboard) | 1               |
| Hoa Kỳ Dance/Mix Show Airplay (Billboard)     | 1               |
| Hoa Kỳ Latin Pop Songs (Billboard)            | 19              |
| Hoa Kỳ Pop Airplay (Billboard)                | 1               |
| Hoa Kỳ Rhythmic (Billboard)                   | 2               |

| Bảng xếp hạng                        | Vị trí |
| ------------------------------------ | ------ |
| UK Singles (Official Charts Company) | 65     |

| Bảng xếp hạng (2015)                      | Vị trí cao nhất |
| ----------------------------------------- | --------------- |
| Australia (ARIA)                          | 6               |
| Australia Dance (ARIA)                    | 2               |
| Austria (Ö3 Austria Top 40)               | 4               |
| Belgium (Ultratop 50 Flanders)            | 7               |
| Belgium (Ultratop 50 Wallonia)            | 6               |
| Canada (Canadian Hot 100)                 | 9               |
| Colombia (National-Report)                | 31              |
| Denmark (Tracklisten)                     | 1               |
| France (SNEP)                             | 3               |
| Germany (Official German Charts)          | 5               |
| Hungary (Rádiós Top 40)                   | 7               |
| Hungary (Single Top 10)                   | 10              |
| Hungary (Dance Top 40)                    | 9               |
| Ireland (IRMA)                            | 3               |
| Israel (Media Forest)                     | 8               |
| Italy (FIMI)                              | 5               |
| Netherlands (Dutch Top 40)                | 1               |
| Netherlands (Single Top 100)              | 2               |
| New Zealand (Recorded Music NZ)           | 2               |
| Poland (ZPAV)                             | 8               |
| Russia (Tophit)                           | 8               |
| South Korea (Gaon International Singles)  | 85              |
| Spain (PROMUSICAE)                        | 3               |
| Sweden (Sverigetopplistan)                | 1               |
| Switzerland (Schweizer Hitparade)         | 3               |
| UK Singles (Official Charts Company)      | 7               |
| US Billboard Hot 100                      | 16              |
| US Hot Dance/Electronic Songs (Billboard) | 1               |
| US Dance/Mix Show Airplay (Billboard)     | 1               |
| US Pop Songs (Billboard)                  | 8               |
| US Rhythmic (Billboard)                   | 23              |
| Worldwide (IPFI)                          | 5               |
| Bảng xếp hạng (2016)                      | Vị trí cao nhất |
| Argentina (Monitor Latino)                | 49              |
| Australia (ARIA)                          | 86              |
| Australia Dance (ARIA)                    | 22              |
| Belgium (Ultratop 50 Wallonia)            | 86              |
| Brazil (Billboard Brasil Hot 100)         | 12              |
| Canada (Canadian Hot 100)                 | 52              |
| Denmark (Tracklisten)                     | 72              |
| France (SNEP)                             | 90              |
| Hungary (Rádiós Top 40)                   | 72              |
| Hungary (Dance Top 40)                    | 22              |
| Israel (Media Forest)                     | 38              |
| Italy (FIMI)                              | 60              |
| Netherlands (Single Top 100)              | 73              |
| South Korea (Gaon International Singles)  | 65              |
| Spain (PROMUSICAE)                        | 60              |
| Switzerland (Schweizer Hitparade)         | 46              |
| UK Singles (Official Charts Company)      | 92              |
| US Billboard Hot 100                      | 85              |
| US Hot Dance/Electronic Songs (Billboard) | 10              |
| Bảng xếp hạng (2017)                      | Vị trí cao nhất |
| France (SNEP)                             | 163             |

## Chứng nhận
| Quốc gia | Chứng nhận  | Số đơn vị/doanh số chứng nhận |
| --- | ----------- | ----------------------------- |
| Úc (ARIA) | 7× Bạch kim | 490.000‡                      |
| Áo (IFPI Áo) | Vàng        | 15.000‡                       |
| Bỉ (BEA) | 2× Bạch kim | 40.000‡                       |
| Canada (Music Canada) | 2× Bạch kim | 160.000*                      |
| Đan Mạch (IFPI Đan Mạch) | 4× Bạch kim | 240.000^                      |
| Pháp (SNEP) | —           | 136,800                       |
| Đức (BVMI) | 2× Bạch kim | 600.000‡                      |
| Ý (FIMI) | 7× Bạch kim | 350.000‡                      |
| Hà Lan (NVPI) | Bạch kim    | 20.000‡                       |
| New Zealand (RMNZ) | 4× Bạch kim | 60.000*                       |
| Na Uy (IFPI) | 3× Bạch kim | 120.000‡                      |
| Ba Lan (ZPAV) | Bạch kim    | 20.000‡                       |
| Hàn Quốc (Gaon Chart) | —           | 254,564                       |
| Tây Ban Nha (PROMUSICAE) | 4× Bạch kim | 160.000‡                      |
| Thụy Điển (GLF) | 6× Bạch kim | 120.000‡                      |
| Thụy Sĩ (IFPI) | 2× Bạch kim | 60.000‡                       |
| Anh Quốc (BPI) | 3× Bạch kim | 1.800.000‡                    |
| Hoa Kỳ (RIAA) | 4× Bạch kim | 4.000.000‡                    |
| * Chứng nhận dựa theo doanh số tiêu thụ. ^ Chứng nhận dựa theo doanh số nhập hàng. ‡ Chứng nhận dựa theo doanh số tiêu thụ và phát trực tuyến. |             |                               |

## Lịch sử phát hành
| Quốc gia | Ngày               | Định dạng       | Hãng đĩa                  |
| -------- | ------------------ | --------------- | ------------------------- |
| Toàn cầu | 2 tháng 2 năm 2015 | Tải kĩ thuật số | Mad Decent Because Warner |